# Fajance
Fajance (af fr. faïence, sandsynligvis fra den italienske by Faenza) er betegnelsen for to meget forskellige typer keramik.
Klassisk fajance, både fliser og skålvarer, produceredes bl.a. i Perserriget og blev senere bragt vestpå til bl.a. Europa. Det var en lertøjsvare med hvid tinglasur. Denne type keramik er navn for de kar, plader, fliser og lign. af brændt ler, der ved et glasagtigt, ofte farvet overtræk bliver uigennemtrængeliggjorte for væsker. Denne fremgangsmåde, der er ældgammel, blev allerede i Assyrien og Babylon anvendt på kar og mursten og kom sandsynligvis over Ægypten og Nordafrika til Spanien og derfra til Italien. Fra optegnelser af Piccolpasso, der i 16. århundrede var bestyrer af et værksted i Castel Durante i Italien, kendes fremgangsmåden ved fabrikationen, der væsentlig er den samme, som brugtes overalt i 17. og 18. århundrede.
Den anden og nutidige betydning af fajance henviser til stengods-fajance, der blev opfundet i 1759 af Josiah Wedgwood i England og udbredt i Europa derefter. Den er baseret på en hvidtbrændende masse, omtrent som porcelæn, og har klar glasur. Også tilvirkningen er som for porcelæn. Der brændes først ved 1100-1200 °C, derpå påføres underglasurdekoration og endelig glasur. Anden brænding foregår ved 1000-1100 °C. Fajance adskiller sig fra porcelæn ved, at materialet kun sintres delvist, og skærven er derfor porøs, dvs. ikke fuldt omdannet. Fajance har derfor ikke porcelænets metalliske, klokke-agtige klang, når det slås an, men en dump lyd. Det har heller ikke porcelænets transparens.
I konkurrencen med søstermaterialet porcelæn var en af de helt store fordele ved fajancen, at den lavere brændingstemperatur betød, at der kunne opnås rigere farvevariationer, og at den kunne produceres billigere end porcelænet. Tidligere var mange farver umulige at anvende som underglasurmaling på porcelæn, hvilket forklarer de blålige farvers dominans på porcelænet. Men nye ovntyper og hurtigbrændingsteknik har udjævnet disse forskelle. Fliser til køkkener og badeværelser fremstilles imidlertid stadig af glaseret fajance.

## Den klassiske fajances historie
Leret, som ofte fik tilsætninger, blev renset, ofte slemmet, somme tider nedgravet i jorden og endelig æltet. Hvis karrene var runde, blev de formede på drejeskiven, men støbtes i hulforme, når de var kantede. Hanke, tud mm. fritstående blev særlig formede og da påsatte med tyndt ler. Efter tørringen blev sagerne første gang stærkest brændte, og de kom ud af ovnen som en temmelig klangfuld, porøs, ikke gennemsigtig og i reglen lysegul skærv, der da blev dyppet i den væsentlig af glas og tinoxyd bestående, til en mælkeagtig væske fortyndede glasur, ud af hvilken den kom med et hvidt uigennemsigtigt overtræk, der hurtig blev indsuget af den porøse skærv. Malingen, der foretoges med farver, som bestod af forskelligt farvede med vand fortyndede glaspulvere, måtte udføres af en øvet hånd, da glasuren straks indsugede farverne, så at rettelser vanskelig lod sig gøre. Endelig hensattes sagerne, indbyrdes adskilte, ofte i kapsler i ovnen og modtog da den sidste svagere brænding, en fremgangsmåde, som de mange og ofte sarte farver betingede, da disse ikke kunde stå sig i en stærk ild. Lucca og Andrea della Robbias samt Palissys arbejder, majolika og fajancerne fra Saint Porchaire behandles i særlige artikler.

### Delft
Delft i Holland er et af de vigtigste centre for fajancen. Med dannelsen af Sankt Lukasgildet 1611 kom der dog først rigtig fart i pottemageriet. Dette ejendommelige gilde, der omfattede kunst-, glas-, fajance- og almindelige malere, glarmestre, gravører, pottemagere, tæppevævere, billedhuggere, foderal- og skedemagere, kunstbogtrykkere, bog-, maleri- og kobberstikhandlere, havde strenge love, efter hvilke fx al handel med gildebrødrenes arbejder gik gennem gildet, der kun tillod fremmede handelsfolk at handle enkelte dage om året, etc. Derved blev omtrent al konkurrence udelukket, hvad der også kom pottemagerne til gode. I midten af 17. Årh. Var der 30 værksteder i gang i delft. Leret, der toges i lige dele fra Tournai, Ruhr-flodens bredder og omegnen af Delft, gav en klangfuld, lysegul skærv, og den uigennemsigtige tinglasur var i reglen fin og hvid. Blåmalingen er den ældste; for at forøge dens glans brugte man at stænke et farveløst glaspulver, »kwaart« over malingen, der da sammenbrændtes med denne. De ældre forbilleder toges ofte efter hjemlige mestres folke-, sø- og fiskebilleder, landskaber, bibelske emner mm.
Glansperioden falder i midten af 17. århundrede, hvor selv større kunstnere ofte deltog i fajancens dekoration. Fra denne periode nævnes som fremragende mænd A. de Kooge, A. de Keizer, Gijsbrecht, Kruyk, van Frytom, Hoppestein, Samuel og Lambartus van Eenhoorn, A. Pynacker og Louwys Fictoor. Enkelte af disse malede udelukkende i blåt, men andre, som Pynacker og Fictoor, brugte ofte polykrome farver. A. de Keizer benyttede allerede 1642 forbilleder fra Kina og Japan, og kort tid efter behersker imitationer af disse østasiatiske malerier hele fabrikationen, hvorved også enkelte bizarre former fik indpas, og dette holdt sig jævnsides barok- og rokokomotiverne lige indtil dekadencen. Relief findes sjælden på Delft-fajance, enkeltvis svage rokokomotiver. Malingen er hovedsagen. En af de smukkeste dekorationer er delft dorée, rødt og blåt med forgyldning, der særlig dyrkedes af Pynacker, samt kar med næsten sort bundfarve. Mod slutningen kom musselmalingen, der udførtes på den brændte glasur som et lån fra porcelænsmalingen, i brug, men derved var man Også omtrent ved afslutningen. Delfts formrigdom var stor: Heste, hunde, katte, fugle i ring og bure, servicer, vaser, potter og krukker, plader med malerier, fliser, konsoller, små kommoder etc. findes blandt sagerne.

### Frankrig
I Rouen omtales allerede 1542 Abaquesne som flisemager, men E. Poterat, der 1644 fik et privilegium på 50 år, og hans søn er de egentlige banebrydere, der ofte benyttede intarsia som forbilleder. Style rayonnant med sine symmetrisk tegnede af arabesker, guirlander, blomster, frugter og blade bestående blåmalinger, i hvilke enkeltvis noget rødt kom til, anvendtes omtrent 1720-40.
Samtidig eller lidt yngre er den såkaldte jerngitterdekoration, taget fra samtidige jernarbejder, malede i blåt, symmetrisk anordnede og ofte blandede med gult. De østasiatiske motiver benyttedes vel, men afsatte ikke store mærker i dekorationen, og side om side med rokokoen var de, som den mod slutningen af århundredet anvendte dekoration à la corne, med overflødighedshorn, fugle, blade og insekter, næsten udelukkende flerfarvede. Man formede her store glober, piedestaler med buster, sidste ofte i naturlig størrelse, servicer, vaser, kander, kommoder, taburetter, spejlrammer, tagforsiringer etc.
Nevers' ældste pottemager er vel D. Conrade fra Savona, 1587. Andre er Boucier, 1652, Estienne og Pierre Custode. Den første epoke, omtrent 1600-60, kaldes den italienske tradition, der efterligner majolikamalingen. Der anvendtes heller ikke rødt i Nevers, men dette erstattedes med orangegult. Bibelske og historiske emner, amuretter etc. var forbilleder. Andet afsnit, fra omtrent 1650-1700, kaldes den persiske. På den mørkeblå bund blev fugle, arabesker, blomster og blade malede med intensivt hvidt. Dekorationslån fra Kina, Japan og Delft findes. Særegen for Nevers er de patriotiske fajancer (se faïences patriotiques).
Moustiers i Provence. Mestre: P. Clérissy 1677, P. Roux 1727, I. Oléry 1745. De ældre dekorationer, særlig i blåt, toges efter malere som Tampesta, F. Floris, Toro mm. Fra midten af 18. århundrede fremkom style de Bérain, efter maleren af samme navn, med sine lette, graciøse ornamenter. Buster, fontæner etc. forbundne ved buede linjer malede i blåt. Sidste periode, 1745-89, med særlig gul- og grønmalede kimærer. Karikaturer, ofte ekstravagant klædte, afslutter omtrent virksomheden.
Til Strasbourg, et af de yngre værksteder, er navnet Hannong nøje knyttet. Her dominerer rokoko og rocaille både i form og dekoration. De smagfuldt ordnede, i livlige, brogede farver malede blomster og buketter, i reglen naturalistisk gengivne, er her fremherskende.
I Frankrig fandtes fajancefabrikker i mange byer som Niederwiller, Lille, Nancy, Sceaux, Marseille, Rennes, Lunéville mm.
Et nyt højdepunkt blev nået for dette materiale i årene omkring 1900, hvor en række af art nouveau-stilens betydelige kunstnere, bl.a. Émile Gallé, skabte helt originale arbejder.

### Tyskland
Tyskland satte ikke ny spor i fajancefabrikationen; det er mest imitationer efter fremmede mønstre, der her forarbejdes. Nürnberg er dog en by, der viser nogen originalitet. Endvidere er der fabrikker i Hanau, Höchst, Frankfurt am Main, Fulda, Berlin, Bayreuth, Stralsund, Münden etc.
Efter introduktionen af stengods-fajance skabte Villeroy & Boch en række fine brugsprodukter.

### Danmark-Norge

#### Store Kongensgade Fajancefabrik (1722-1770'erne)
27. november 1722 gav Frederik IV et interessentskab privilegium på en grund på hjørnet af Store Kongensgade og nuværende Fredericiagade til oprettelse af en fabrik, kaldet »Delf's Porcelins- eller Hollandsch Steentøjs Fabrique«, samtidig med, at denne fik eneret til at forfærdige blåmalede fajancer. Fabrikkens første mester var Johan Wolff indtil 1725, han efterfølges af Johan Ernst Pfau (ca. 1685-1752) fra Thüringen, der ligesom forgængeren var en dygtig maler og dekoratør. Begge efterlignede de især Delfts ornamentik – rokoko bruges ikke. 1754 overtoges fabrikken af brygger Christian Gierløf (1706-1786). Trods privilegiet fik han dog farlige konkurrenter i fabrikkerne i Kastrup og Slesvig, men mest dog i Peter Hofnagel, den tidligere ejer af Herrebö Fabrik, der 1763 kom til Danmark fra Norge og anlagde en fabrik på Østerbro. Fra 1760 var fabrikken i stadig tilbagegang, og dens privilegium blev ophævet 1769. Den var lukket inden 1779. Det ny meget efterspurgte engelske stentøjs-fajance gjorde det efterhånden helt af med den.
Fabrikken producerede bakkebordsblade og punchebowler i form af en bispehue (bispeboller), hovedsageligt med dekoration i blåt, sjældnere manganviolet. Der fremstilledes dog også jævnere brugsgenstande og fliser, bl.a. til prinsessernes pandekagekøkken på Frederiksberg Slot (1735) og til den flisebeklædte trappeskakt på Eremitageslottet (1737).

#### Kastrup Fajance- og Stentøjsfabrik (1755-1794)
Hofstenhugger Jacob Fortling ansøgte 1754 om et privilegium, da han "i Odsherred har fundet hvid og rød Jord, hvoraf alle Sorter Stentøj og saakaldte Porcelænsovne kan forfærdiges". Ifølge allernådigst skrivelse af 27. juni 1755 gives der ham tilladelse til "at forarbejde alle Slags Steentøjer og saakaldet Porcelain, undtagen det saakaldte Delf's Porcelain eller holl. Steentøj, som Chr. Gierlöf allene er tilladt at gøre og forarbejde". Til trods herfor er der ikke tvivl om, at Kastrupfabrikken har udført en del blåmalet fajance, men for at undgå tiltale er de sjældent signerede.
En prøveproduktion blev iværksat i 1754, og produktionen, der var baseret på kalk fra Saltholm og ler fra Bornholm, foregik indtil 1794. I begyndelsen indkaldtes ekspertise fra Strasbourg, og fabrikken blev tilrettelagt efter de bedste franske forbilleder. Sortimentet indbefattede bl.a. bordservice og lysestager, sirupskrukker m.m., urhuse, vægfliser samt buster og figurer efter forlæg fra J.-F.-J. Saly. Det vides fx, at de to store hvidglaserede buster af Christian VI og Frederik V, som er modellerede af Saly, og tidligere fandtes på Marienlyst Slot – nu på Kunstindustrimuseet i København -, er udført her.
Brogetmalede blomstermotiver kendetegner fabrikkens første periode, senere vandt blå dekorationer frem og fra 1760'erne flødefarvet monokrom fajance som efterligning af det nye engelske stengods (se separat afsnit). Denne fabriks dekorationer adskiller sig fra de øvrige ved en større frihed og naturalisme i malemåden.
Efter Fortlings periode, der ophører 1762, sygnede fabrikken hen. Først 1781, da den blev forpagtet til Jacob Mantzius, kom der atter liv i den, idet han kastede sig over fremstillingen af det såkaldte paille gule stentøj efter engelsk mønster. Der udførtes også hvidt, sort og marmoreret stentøj. Mærket på disse varer er
CW/M ɔ: Chr. Westerholdt – ejer – og Mantzius.

#### Christian VI's Kakkelovnfabrik vedBlåtårn(1738-1754)
Denne fabrik bestyredes af den kendte hofbygmester Nicolai Eigtved. Det synes at have gået småt med fabrikationen, indtil man 1739 indkalder mester Andreas Ferdinand fra den svenske fabrik Rörstrand; samme år ophører imidlertid fabrikken at være kgl. Den drives nu af mester Ferdinand alene. Foruden kakkelovne til de kgl. slotte laver han også figurer og dekorationsgenstande til det ny Christiansborg Slot. Ferdinand dør 1749, og 1754 overdrages fabrikkens forme, redskaber mm. til den af hofstenhugger Fortling på Kastrup anlagte fajancefabrik.

#### Ovnfabrikken i »den norske Løve«påVesterbro(1787-1812)
Denne fabrik anlagdes af svenskeren Johann Lehmann, der dog på grund af økonomiske vanskeligheder 1797 overdrager den til Edwart Dybvad. Denne indforskriver en del svenske arbejdere, og får flere lettelser i sit privilegium. Han udfører en hel del smukke ovne, væsentlig med »brogetmalede« dekorationer, hvoraf der nu næppe eksisterer mere end en enkelt, der findes i privateje i København. Man er tilbøjelig til at tro, at en del af de tarveligere, glaserede lerfade og tallerkener, der ofte forekommer her i København, stammer fra denne virksomhed.
Foruden de her nævnte fabrikker fandtes fajancefabrikker på Gudumlund, Mors og Øland, hvorfra der findes forskellige eksemplarer på Det danske Kunstindustrimuseum og Dansk Folkemuseum. Desuden forskellige andre på Bornholm, Fyn og Sjælland, der dog ikke har haft nogen større betydning.

#### Fabrikker i Slesvig og Holsten
Derimod findes der udmærkede fabrikker i Slesvig og Holsten, således fabrikken i Slesvig by (1755-1814), der anlægges af en vis Lücke; senere overtoges den af toldinspektør Rambusch, hvem kongen (Frederik V) tilstår et særligt privilegium med toldfrihed og forbud mod indførsel af udenlandsk fajance og stentøj. Egernførde-fabrikken (1758-c. 1785) anlagdes af Johann Otte. Kiels Fajancefabrik (1758-c. 1780) og Rendsborgs (1765-1818). Denne udfører også en stor del stentøj. Endelig Kellinghusens (1765-1830) og Stockeldorffs (1771-86), der frembragte en mængde smukke ovne eller topstykker til sådanne, hvoraf der findes et smukt eksemplar i Dansk Folkemuseum.
Der findes desuden her i landet mange smukke ting fra disse fabrikker. De er dels
dekoreret med »brogetmaling«, dels med den violette manganfarve, der først på grund af Store Kongensgade-fabrikkens privilegium (det ophævedes 1770), senere af smagshensyn synes at have fortrængt den meget yndede blå koboltfarve. Signaturen er oftest forbogstaverne af stedets, ejerens og malerens navne, fx:
S/R/H = ɔ: Slesvig, Rambusch og maleren.
Kiels fajancefabrik, som omtrent 1757 blev grundlagt af Peter Graf, overtoges 1758 af regeringen, der ansatte Taenich som bestyrer. 1766 solgtes fabrikken til Reimers og Neumann, der antog Buchwald som direktør og Leihammer som maler. Under disse mænds ledelse kom der et stort opsving i arbejdet. Særegne for Kiel er potpourrivaser med sammentrykt form og rundet låg med fritliggende grene med relieffrugter med fremherskende polykrom maling, landskaber, blomster mm. Endvidere anføres her, at Stockelsdorff i Holsten, som gik i Kiels fodspor, frembragte særlig smukke ovne og anvendte grønt i udstrakt mål. Ejer 1778 var etatsråd Lübbers.

#### Norge
Norges eneste bekendte fabrik er Herrebøe, der anlagdes 1758 af P. Hoffnagel, men snart gik over til et interessentskab med Joseph Large som maler. De smukke, flade rokokorelieffer, der pynter de fleste arbejder, der med smag er hist og her blåmalede, ofte i dybe toner, tager sig i reglen godt ud.

#### Fajancefabrikken Aluminia
Aluminia begyndte sin virksomhed 1863. Stifteren cand.polyt. August Schiøtt købte af Den kongelige Porcelænsfabrik en grund på Christianshavn i den hensigt at benytte fangerne i Christianshavns Fængsel til arbejdere. Han fik en ung englænder, William Edwards, hvis fader var fabrikmester på Gustafsberg i Sverige, til at oplære fangerne og lede virksomheden. Schiøtt dør allerede december 1863, og ritmester Beck, der bliver ejer, driver den nu uden nogen fremgang til 1868, da ingeniør og købmand Philip Schou overtager ledelsen og flytter fabrikken til Smallegade. Han danner 1872 aktieselskabet »Aluminia« med en kapital af 400000 Rdl. Der blev nu arbejdet meget energisk. Hovedproduktionen var billige nyttegenstande, men man forsøgte sig også i kunstnerisk retning, dog uden nævneværdigt resultat. 1901 træder Philip Schou tilbage og overdrager ledelsen til sin svigersøn Frederik Dalgas, der i nogle år havde været hans sekretær. 1903 knyttes maleren Harald Slott-Møller til fabrikken, og denne sammen med keramikeren og maleren Christian Joachim (Petersen) skaber nu den moderne skønvirkestil, der er karakteristisk for fabrikkens kunstvarer. Foruden disse to har billedhuggerne Rasmus Harboe og Kai Nielsen støttet fabrikken med nogle ypperlige småfigurer i god fajancestil. Fabrikken beskæftigede omkring 1920 ca. 250 mennesker og ejes af »Den kgl. Porcelænsfabrik & Fajancefabrikken Aluminia, A/S«.
Aluminia fik i 1913 tilnavnet »Københavns Fajancefabrik«, men dette navn brugtes først i genstandenes mærkning fra 1922. Det udgår dog igen i 1930'erne, hvor man vender tilbage til Aluminia-navnet. I 1933 overtager Nils Thorsson ansvaret som kunstnerisk leder for Aluminia. I den følgende år står han og medarbejderen Thorkild Olsen bag en imponerende række af nye stel, da især brugskeramikken havde hans store interesse. I 1969 ophører Aluminia som selvstændig virksomhed, mens en meget begrænset fajanceproduktion er fortsat af Den kgl. Porcelænsfabrik.

## England og opfindelsen af stengods-fajance
Her udmærker Josiah Wedgwood sig, der 1759 indrettede sit første værksted i Burslem i Staffordshire. Begavet med kunstnerisk smag, rastløs i sine bestræbelser for at finde ny sammensætninger for farvede masser gjorde han sin fabrik, der særlig under sammenarbejdet med Bentley opnåede et højt standpunkt, til den største og vigtigste i hele England. Han forbedrer massen til queensware, opfinder basaltes, en sort masse, efterligner marmor, imiterer græske og etruriske vaser, men hans jasperware, en lyseblå masse med pålagte hvide basreliefs, er vel den smukkeste af hans opfindelser. Staffordshire, der endnu 1803 havde 144 værksteder, er Englands pottemagerprovins, hvor Turner, Palmer, Neale, Mayor mm. med mere eller mindre held efterlignede Wedgwood.
Fra midten af 1700-tallet overtog stengods-fajancen, også kaldet cream ware, den egentlige fajances rolle som alternativ til porcelæn.